# Parroquia Francisco de Miranda
La parroquia Francisco de Miranda es una división-político administrativa venezolana, se encuentra ubicada en el municipio Francisco Linares Alcántara, estado Aragua, Venezuela y posee una población aproximada de 25 mil habitantes. Abarca casi un 10% del municipio.
La parroquia Francisco de Miranda limita al norte con Girardot, al este con la parroquia Santa Rita, al sur con Libertador,  y al oeste con la parroquia Monseñor Feliciano González.
La parroquia comprende los sectores: Francisco de Miranda, Guaruto, Simón Rodríguez y 18 de Mayo.
- Datos: Q3081961